# Uniksowe koany mistrza Foo
Uniksowe Koany mistrza Foo (ang. The Unix Koans of Master Foo ) – książka Erica Raymonda.
Mistrz Foo w formie kōanów naucza jak być dobrym hakerem uniksowym.